# 1709 au Canada
Pour un article plus général, voir Chronologie du Canada.
Cet article traite des événements qui se sont produits durant l'année 1709 au Canada.

## Événements

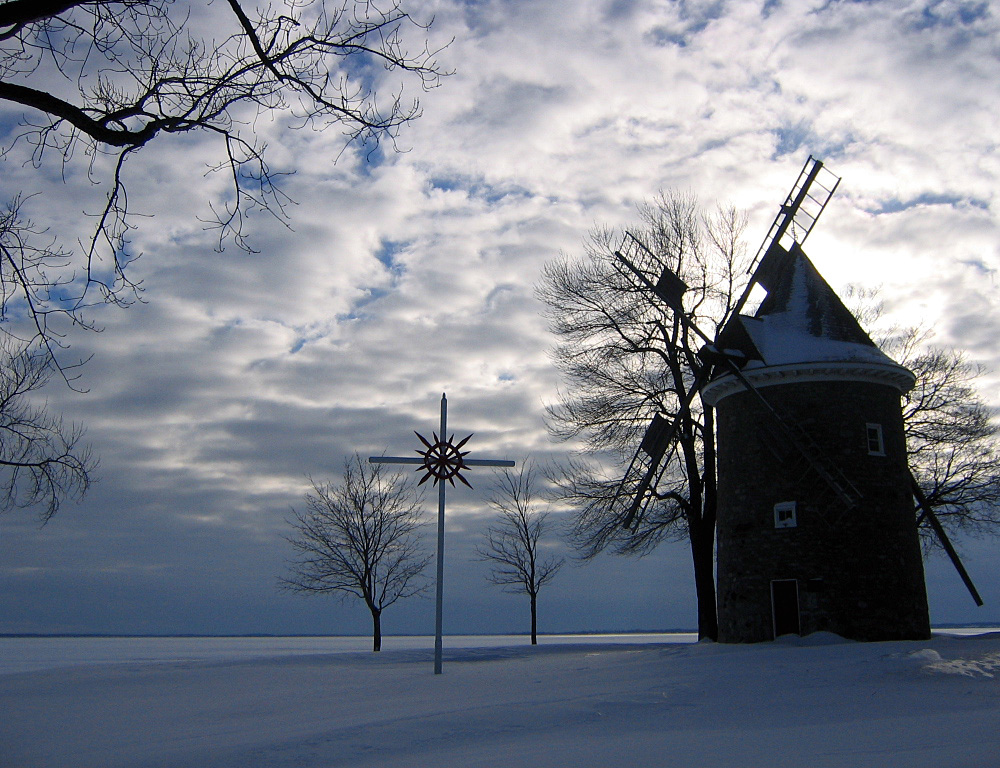
Moulin à vent de Pointe-Claire construit en 1709

- 1er janvier : prise de Saint-Jean de Terre-Neuve. Les forces françaises prennent la place forte de Saint-John aux Anglais. C'est Joseph de Monbeton de Brouillan dit Saint-Ovide, lieutenant de roi et futur gouverneur de l'Acadie, qui commande l'attaque, avec l'appui de son supérieur, le gouverneur de Plaisance, Philippe de Pastour de Costebelle, et du gouverneur de l'Acadie Daniel d'Auger de Subercase[1].

- 13 avril : une ordonnance légalise l'esclavage des Panis en Nouvelle-France[2].

- 26 juin : bataille de Fort Albany (en). Une expédition française pour reprendre Fort Albany aux Anglais à la Baie d'Hudson échoue[3].

- Début de la reconstruction en pierre du Fort Chambly[4].
- Gédéon de Catalogne réalise une carte de la ville de Québec et des seigneuries environnantes.

## Naissances
- Janvier : Henri-Marie Dubreil de Pontbriand, évêque de Québec († 8 juin 1760).
- 26 septembre : Jean-Louis Le Loutre, missionnaire († 30 septembre 1782).
- 14 décembre : Charles Lawrence, gouverneur de la Nouvelle-Écosse († 19 octobre 1760).

## Décès
- Août : Robert Giguère, pionnier (° 9 mars 1616).
- 9 septembre : Jean-Baptiste Legardeur de Repentigny, seigneur et membre du conseil souverain (° 1632).
- Pierre de Voyer d'Argenson, gouverneur de la Nouvelle-France (° 19 novembre 1625).
- Nicolas d'Ailleboust de Manthet, militaire (° 12 avril 1663).